# 167
| [ Edytuj tabelę ] |                                                   |
| Cesarz Chin       | - 146 Han Huandi 168                              |
| Władca Korei      | - 165 Sindae 179                                  |
| Papież            | - 166 Soter 175                                   |
| Król Partów       | - 147 Wologazes IV 191                            |
| Cesarz Rzymu      | - 161 Marek Aureliusz 180 - 161 Lucjusz Werus 169 |

Rok 167 / CLXVII
stulecia: I wiek ~
II wiek ~
III wiek

lata: 157 «
162 «
163 «
164 «
165 «
166 «
167
» 168
» 169
» 170
» 171
» 172
» 177

## Wydarzenia
- Marek Ummidiusz Kwadratus konsulem rzymskim.
- Markomanowie przekroczyli Dunaj, rozpoczynając wojny markomańskie.
- Wybuchło powstanie bukolów w rzymskim Egipcie.